# Lasiurus insularis
Lasiurus insularis is een zoogdier uit de familie van de gladneuzen (Vespertilionidae). De wetenschappelijke naam van de soort werd voor het eerst geldig gepubliceerd door Hall & Jones in 1961.

## Voorkomen
De soort komt voor in Cuba.